# Новосёлки (Ломоносовский район)
Новосёлки (фин. Novasolkka) — деревня в Копорском сельском поселении Ломоносовского района Ленинградской области.

## История
Впервые упоминается в Писцовой книге Водской пятины 1500 года как деревня Петровичи в Каргальском погосте Копорского уезда.
Затем как пустошь Petrowitza Ödhe в Каргальском погосте (восточной половине) в шведских «Писцовых книгах Ижорской земли» 1618—1623 годов.
На карте Ингерманландии А. И. Бергенгейма, составленной по шведским материалам 1676 года, обозначена деревня Novoselkä при мызе Petrowits Hoff.
На шведской «Генеральной карте провинции Ингерманландии» 1704 года — деревня Petrovits bÿ при мызе Petrovits hof.
Деревня Петровицы упомянута на «Географическом чертеже Ижорской земли» Адриана Шонбека 1705 года.
Как деревня Новоселки она обозначена на карте Ингерманландии А. Ростовцева 1727 года.
На карте Санкт-Петербургской губернии Я. Ф. Шмидта 1770 года упоминается деревня Новоселак.
Затем деревня Новоселки обозначена на карте Санкт-Петербургской губернии 1792 года А. М. Вильбрехта.
На карте Санкт-Петербургской губернии Ф. Ф. Шуберта 1834 года упоминается деревня Новоселки и в ней Кирка и Дом Пастора.

НОВОСЕЛКИ — деревня принадлежит статской советнице Юрьевой, число жителей по ревизии: 19 м. п., 23 ж. п.; В оной церковь лютеранская деревянная. (1838 год)

В пояснительном тексте к этнографической карте Санкт-Петербургской губернии П. И. Кёппена 1849 года она записана как деревня Nowasolka (Новоселки) и указано количество её жителей на 1848 год: савакотов — 15 м. п., 20 ж. п., всего 35 человек.
Деревня Новоселки отмечена на карте профессора С. С. Куторги 1852 года.

НОВОСЕЛКИ — деревня статской советницы Юрьевой, по просёлочной дороге, число дворов — 6, число душ — 16 м. п. (1856 год)

- План деревни Новосёлки. 1860 год

Согласно «Топографической карте частей Санкт-Петербургской и Выборгской губерний» в 1860 году деревня Новоселки насчитывала 6 крестьянских дворов, на её северо-западной окраине находились Кирка и Дом Пастора.

НОВОСЕЛКИ — деревня владельческая при колодцах, число дворов — 6, число жителей: 9 м. п., 15 ж. п.; Лютеранская кирха. (1862 год)

В конце XIX века деревня административно относилась к Копорской волости 2-го стана Петергофского уезда Санкт-Петербургской губернии, в начале XX века — 3-го стана. По приходским данным население деревни было смешанным — финско-русским.
По данным «Памятной книжки Санкт-Петербургской губернии» за 1905 год деревня называлась Новоселка.
Согласно данным переписи населения СССР 1926 года в деревне Новосёлки Копорского сельсовета Копорской волости Троцкого уезда проживали 50 человек — большинство русские, а также финны и эстонцы.
- План деревни Новосёлки. 1930 год

Согласно топографической карте 1930 года деревня насчитывала 11 дворов. На западной окраине деревни находилась кирха.
По данным 1933 года деревня называлась Новоселки и входила в состав Копорского сельсовета Ораниенбаумского района.
По данным 1966, 1973 и 1990 годов деревня Новосёлки также входила в состав Копорского сельсовета.
В 1997 году в деревне Новосёлки Копорской волости проживали 2 человека, в 2002 году — также 2 человека (все русские), в 2007 году — 1.

## Лютеранский приход
Приход Каприо был образован в 1585 году и являлся старейшим временным приходом Ингерманландии.
Первая приходская кирха была построена в 1620 году для шведского гарнизона крепости Копорье.
В 1766 году в деревне Новосёлки, близ села Копорье, была построена деревянная приходская кирха, на месте, где до неё стояли две предыдущие церкви, время постройки которых неизвестно.
В 1860 году кроме финских прихожан в Каприо числилось 22 немца и 13 эстонцев.
В 1865 году приход насчитывал 1384 человека. Приход входил в Западно-Ингерманландское пробство.
В 1876 году кирха была отремонтирована на средства, выделенные кассой взаимопомощи. В том же году в приходе открылась воскресная школа, преподавал в ней настоятель Николай Сонни.
В 1904 году в приходе числилось 75 немцев и около 400 эстонцев. Богослужения велись на финском языке по воскресным и праздничным дням, а также от 12 до 15 раз в год на эстонском и 1-2 раза в год на немецком языках.
В 1917 году в приходе было 1830 человек.
В 1929 году кирха была закрыта, а в её здании организована столярная мастерская.
В 1940 году кирха в Новосёлках сгорела.
- Кирха в Новосёлках. 1911 год

## География
Деревня расположена в юго-западной части района на автодороге 41К-014 (Волосово — Керново), к востоку от административного центра поселения, села Копорье.
Расстояние до административного центра поселения — 2 км.
Расстояние до ближайшей железнодорожной станции Копорье — 5 км.

## Демография
| 1862 | 2002 | 2007 | 2010 | 2017 |
| ---- | ---- | ---- | ---- | ---- |
| 24   | ↘2   | ↘1   | ↘0   | →0   |